# Workoholix
Workoholix je EP skupiny Plus Mínus vydané v roce 2002 ve vydavatelství Cecek Records.

## Scéna
Koncem roku 2000 z kvintetu Plus Mínus odešel původní zpěvák Cibi. Jeho náhradníkem se stal Gza. Skupina nahrála EP celé v angličtině, je to zároveň poslední nahrávka, kde se objevují kytaristé Lochy a Robo.

## Seznam skladeb
1. "Just a Dream"
2. "How to Live"
3. "Emptyness"
4. "New Idea"
5. "Job"
6. "15 Years"[4]

## Skupina
- Gza – zpěv
- Wayo – basa
- Dodo – bicí
- Robo – kytara
- Lochy – kytara